# Brexit Steering Group

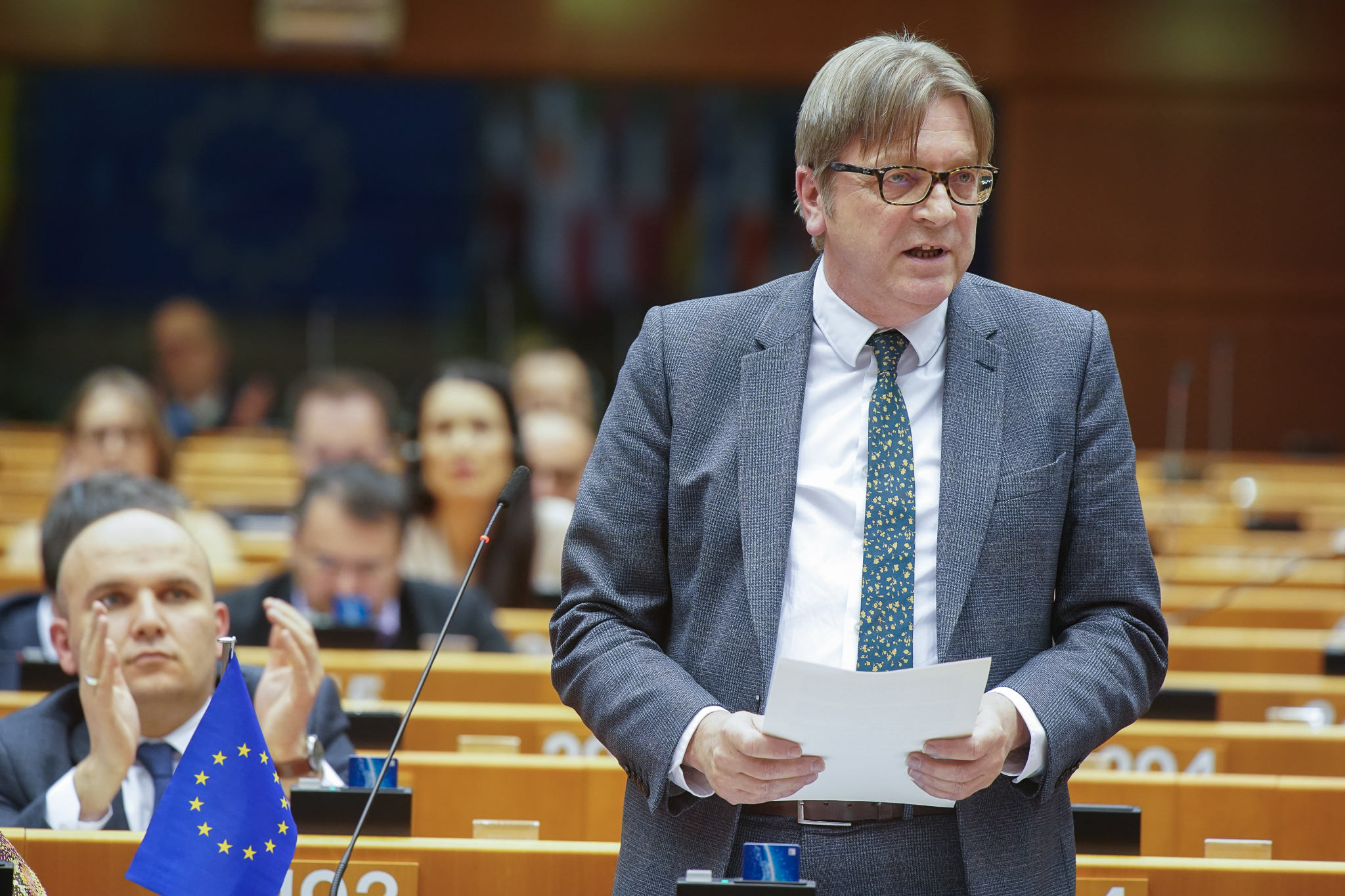
Guy Verhofstadt, Leiter der Brexit Steering Group, bei der Verabschiedung des Austrittsvertrags des Vereinigten Königreiches aus der Europäischen Union am 29. Januar 2020

Die Brexit Steering Group (BSG), zu Deutsch „Brexit-Steuerungsgruppe“, ist eine Gruppe von Mitgliedern des Europäischen Parlaments, die den Austritt des Vereinigten Königreichs aus der Europäischen Union begleitet. Die Gruppe begleitet die Verhandlungen und koordiniert die Äußerungen und Stellungnahmen des Europaparlaments. Die Steuerungsgruppe wurde 2016 von der Konferenz der Präsidenten des Europaparlaments eingesetzt und arbeitet ihr unterstellt, sie wird vom Abgeordneten Guy Verhofstadt (früher ALDE, heute Renew Europe) geleitet. Die Gruppe traf und trifft sich regelmäßig mit Michel Barnier, Leiter der Brexit-Verhandlungen seitens der Europäischen Union.
Neben dem Gruppenleiter Guy Verhofstadt, der damit auch Beauftragter des Europäischen Parlaments für die Brexit-Verhandlungen ist, sind noch folgende Abgeordnete Mitglieder der Gruppe.
- Danuta Hübner (EVP)
- Roberto Gualtieri (S&D)
- Philippe Lamberts (Grüne/EFA)
- Martin Schirdewan (GUE/NGL)
- Antonio Tajani (EVP)